# Iglesia de El Salvador (Talavera de la Reina)
La iglesia de El Salvador de los Caballeros, o simplemente El Salvador, situada en la antigua Corredera del Cristo, en los arrabales de la ciudad de Talavera de la Reina (Toledo) en Castilla-La Mancha, España, es un templo católico de estilo gótico-mudéjar construido a partir del siglo XII.

## Historia
Se tiene constancia de su existencia en documentos del año 1204, siendo sede del tribunal castellano en la Alta Edad Media, desde donde se impartía justicia a los habitantes de la ciudad sujetos a ese fuero.

## Estilo
Su estilo se puede catalogar como gótico-mudéjar, con un impresionante ábside de ladrillos que forman arcos entrelazados en el tercero y segundo cuerpo y se ondulan en estrechos arcos lobulados.

## Culto
La iglesia de El Salvador de los Caballeros es un templo religioso de culto católico y bajo la advocación de El Salvador.
La iglesia ha sido desacralizada en 2014-15 y actualmente es un centro cultural y de exposiciones.